# 경상국립대학교 소장 계재집 책판
경상국립대학교 소장 계재집 책판(慶尙國立大學校 所藏 溪齋集 冊板)은 대한민국 경상남도 진주시, 경상국립대학교에서 소장하고 있는 책판이다. 2013년 1월 3일 경상남도 문화재자료 제565호로 지정되었다.

## 개요
책판의 저자는 정제용(鄭濟鎔, 1865-1907)이다. 자는 형로(亨櫓), 호는 계재(溪齋)다. 계재가 별세한 지 2년 뒤인 1909년에 문집 6권 3책을 산청군 단성면 남사마을의 사양정사(泗陽精舍)에서 목판으로 간행되었다.
그의 문집은 구한말의 험난한 시기를 살아간 유학자의 삶과 지향을 살펴보는 데에 중요한 자료이다.

## 참고 자료
- 경상국립대학교 소장 계재집 책판 - 국가유산청 국가유산포털